# Предгорное (Восточно-Казахстанская область)
Предгорное (каз. Предгорное) — село в Глубоковском районе Восточно-Казахстанской области Казахстана.Находится примерно в 13 км к северу от районного центра, посёлка Глубокое. Код КАТО — 634053100.

## История
C 9 января 1935 года по 2 января 1963 года село являлось административным центром упразднённого Предгорненского района.

## Население
В 1999 году население села составляло 4011 человек (1977 мужчин и 2034 женщины). По данным переписи 2009 года, в селе проживало 3277 человек (1611 мужчин и 1666 женщин).